# County Championship 2019
Die County Championship 2019 war die 120. Saison des nationalen First-Class-Cricket-Wettbewerbes in England und Wales und wurde vom 11. April bis zum 26. September 2019 ausgetragen. Sie wurde in zwei Divisionen ausgetragen, Division 1 und Division 2. Wie im Vorjahr traten in der Division 1 acht und in der Division 2 zehn Teams an, wobei jedes Team nur 14 Spiele bestritt. Division 1 wurde durch Essex, die somit ihre achte County Meisterschaft erreichten. Absteiger aus der Division 1 war  Nottinghamshire, die in der nachfolgenden Saison 2020 durch die drei bestplatzierten Mannschaften der Division 2, Lancashire, Northamptonshire und Gloucestershire, ersetzt wurden.

## Format
Die 18 First Class Counties wurden nach den Resultaten der Saison 2018 in zwei Divisionen aufgeteilt. In jeder Division spielte jede Mannschaft gegen jede, jeweils ein Heim- und ein Auswärtsspiel, wobei in Division zwei die Rückspiele nur gegen fünf Gegner ausgetragen wurden. Für einen Sieg erhielt ein Team zunächst 16 Punkte, für ein Unentschieden (beide Mannschaften erzielen die gleiche Anzahl an Runs) 8 Punkte. Konnte kein Ergebnis erzielt werden, und endete das Spiel in einem Remis, bekamen beide Mannschaften 5 Punkte. Zusätzlich bestand die Möglichkeit in den ersten 110 Over des ersten Innings Bonuspunkte zu sammeln. Dabei wurden bis zu 5 Punkte für erzielte Runs und bis zu 3 Punkte für erzielte Wickets ausgegeben. Des Weiteren ist es möglich, dass Mannschaften Punkte abgezogen bekamen, wenn sie beispielsweise zu langsam spielten, oder der Platz nicht ordnungsgemäß hergerichtet war. Am Ende der Saison wurde der Sieger der Division 1 County Champion. Der Letztplatzierte dieser Division stieg ab und die drei Bestplatzierten der Division 2 auf.

## Vorgeschichte
Da die Division 1 in  der Saison 2020 auf zehn Teams aufgestockt werden sollte, wurde festgelegt, dass nur eine Mannschaft aus dieser absteigt, aber drei statt zwei aus der Division 2 aufsteigen. Auch wurden anders als im Vorjahr keine Tag-Nacht-Spiele mehr ausgetragen.

## Resultate

### Division 1
Tabelle
Der Stand der Tabelle der Division 1 zum 21. August 2019. Alle Punktabzüge erfolgten auf Grund zu langsamer Spielweise.
| Team            | Sp. | S | N  | R | Bat | Bwl | Ded | Punkte |
| --------------- | --- | - | -- | - | --- | --- | --- | ------ |
| Essex           | 14  | 9 | 1  | 4 | 26  | 38  | 0   | 228    |
| Somerset        | 14  | 9 | 3  | 2 | 25  | 38  | 0   | 217    |
| Hampshire       | 14  | 5 | 3  | 6 | 31  | 36  | 1   | 176    |
| Kent            | 14  | 5 | 5  | 4 | 36  | 36  | 0   | 172    |
| Yorkshire       | 14  | 5 | 4  | 5 | 24  | 36  | 0   | 165    |
| Surrey          | 14  | 2 | 6  | 6 | 33  | 38  | 0   | 133    |
| Warwickshire    | 14  | 3 | 6  | 5 | 26  | 32  | 0   | 131    |
| Nottinghamshire | 14  | 0 | 10 | 4 | 16  | 32  | 1   | 67     |

Sieg: 16 Punkte; Remis: 5 Punkte

### Division 2
Tabelle
Der Stand der Tabelle der Division 2 zum 21. August 2019. Alle Punktabzüge erfolgten auf Grund zu langsamer Spielweise.
| Team             | Sp. | S | N | R | Bat | Bwl | Ded | Punkte |
| ---------------- | --- | - | - | - | --- | --- | --- | ------ |
| Lancashire       | 14  | 8 | 0 | 6 | 34  | 41  | 0   | 233    |
| Northamptonshire | 14  | 5 | 2 | 7 | 35  | 38  | 0   | 188    |
| Gloucestershire  | 14  | 5 | 3 | 6 | 36  | 36  | 0   | 182    |
| Glamorgan        | 14  | 4 | 3 | 7 | 35  | 34  | 1   | 167    |
| Durham           | 14  | 5 | 5 | 4 | 21  | 36  | 0   | 157    |
| Sussex           | 14  | 4 | 5 | 5 | 32  | 35  | 0   | 156    |
| Derbyshire       | 14  | 4 | 6 | 4 | 23  | 38  | 0   | 145    |
| Middlesex        | 14  | 3 | 5 | 6 | 24  | 33  | 2   | 133    |
| Worcestershire   | 14  | 3 | 7 | 4 | 20  | 37  | 0   | 125    |
| Leicestershire   | 14  | 1 | 6 | 7 | 24  | 32  | 0   | 107    |

Sieg: 16 Punkte; Remis: 5 Punkte

## Statistiken
Während der Saison wurden folgende Cricketstatistiken erzielt:
| First Class        | First Class     | First Class | First Class | First Class | First Class | First Class | First Class | First Class |
| Batting            | Batting         | Batting     | Batting     | Batting     | Batting     | Batting     | Batting     | Batting     |
| Spieler            | Mannschaft      | Spiele      | Innings     | Runs        | Average     | HS          | 100s        | 50s         |
| ------------------ | --------------- | ----------- | ----------- | ----------- | ----------- | ----------- | ----------- | ----------- |
| Dominic Sibley     | Warwickshire    | 12          | 21          | 1324        | 69,68       | 244         | 5           | 5           |
| Hassan Azad        | Leicestershire  | 14          | 26          | 1189        | 54,04       | 137         | 3           | 8           |
| Marnus Labuschagne | Glamorgan       | 10          | 18          | 1114        | 65,52       | 182         | 5           | 5           |
| Chris Dent         | Gloucestershire | 14          | 24          | 1087        | 47,26       | 176         | 4           | 4           |
| Dane Vilas         | Lancashire      | 14          | 26          | 1008        | 38,76       | 79.69       | 2           | 7           |
| Bowling            |                 |             |             |             |             |             |             |             |
| Spieler            | Mannschaft      | Spiele      | Overs       | Wickets     | Average     | BBI         | 5W          | 10W         |
| Simon Harmer       | Essex           | 14          | 595.5       | 83          | 18,28       | 8/98        | 10          | 2           |
| Kyle Abbott        | Hampshire       | 13          | 362.5       | 71          | 15,73       | 9/40        | 6           | 1           |
| Chris Rushworth    | Durham          | 14          | 486.4       | 69          | 18,42       | 6/39        | 4           | 1           |
| Jeetan Patel       | Warwickshire    | 14          | 635.1       | 64          | 26,75       | 8/36        | 4           | 2           |
| Ollie Robinson     | Sussex          | 11          | 380.3       | 63          | 16,44       | 8/34        | 6           | 3           |